# Gonomyia stackelbergi
Gonomyia stackelbergi là một loài ruồi trong họ Limoniidae. Chúng phân bố ở miền Cổ bắc.